# Cantagalo (Rio de Janeiro)
Cantagalo é um município brasileiro do estado do Rio de Janeiro.

## História
Os primeiros habitantes do território de Cantagalo foram os índigenas Coroados e Goitacases, que desapareceram da região por volta de 1855. A colonização da área iniciou-se em 1760, quando o garimpeiro Manoel Henriques, conhecido como "Mão de Luva", estabeleceu um povoado na região em busca de ouro. Em 1786, após expedições lideradas pelo Sargento-mor Pedro Afonso Galvão de São Martinho, Mão de Luva foi capturado, e o arraial passou a ser conhecido como "Novas Minas de Cantagalo".
Em 9 de outubro de 1806, o vice-rei D. Fernando José de Portugal e Castro elevou o arraial à categoria de distrito, sob a invocação do Santíssimo Sacramento. Posteriormente, em 9 de março de 1814, D. João VI assinou o decreto que elevou o distrito à condição de vila, com o nome de São Pedro de Cantagalo, desmembrando-o do município de Santo Antônio de Sá.
No século XIX, Cantagalo destacou-se como um dos maiores produtores de café do Brasil, contribuindo significativamente para a economia do país. A cidade também é reconhecida por ser o berço do escritor Euclides da Cunha, autor de "Os Sertões", nascido em 15 de janeiro de 1866.
Em 2 de outubro de 1857, a vila foi elevada à categoria de cidade, recebendo o nome atual de Cantagalo. Ao longo dos anos, o município passou por diversas alterações territoriais, resultando na formação de novos municípios e distritos na região.
Atualmente, Cantagalo preserva construções históricas da época do ciclo do café, como a Igreja Matriz do Santíssimo Sacramento e o Palacete do Gavião, além de abrigar um importante polo cimenteiro.

## Geografia

### Meio ambiente
Em 2008, um levantamento do Instituto Brasileiro de Geografia e Estatística apontou Cantagalo como o terceiro município em potencial poluidor da atmosfera no estado do Rio de Janeiro, com elevados índices de particulados finos (PM10), substâncias que causam danos à saúde respiratória e ao meio ambiente. São mais de 3,4 mil toneladas por ano de PM10 lançados no ar, além de outras cerca de 4 toneladas de dióxido de enxofre (SO2). IBGE/2007.
Há forte preocupação quanto aos danos cumulativos à saúde da população e ao meio ambiente de Cantagalo, Cordeiro e Macuco sobre os resíduos químicos tóxicos perigosos que têm sido diariamente trazidos (até de São Paulo) desde o início da década de 1990 para essa região. Representantes da Sociedade Civil Regional e diversos pesquisadores da Escola Nacional de Saúde Pública - Fundação Oswaldo Cruz indagam há muito tempo sobre qual seria a composição química desses resíduos químicos tóxicos que são destinados aos fornos, infelizmente sem nenhuma resposta. Em 2009, foi realizada uma audiência pública municipal, com ampla presença da população local sobre este problema.

## Subdivisões

### Distritos
- Cantagalo (1º distrito - sede)
- Santa Rita da Floresta (2º distrito)
- Euclidelândia (3º distrito)
- São Sebastião do Paraíba (4º distrito)
- Boa Sorte (5º distrito)

### Bairros
- Passos dos Reis;
- São José;
- Santo Antônio;
- Cantelmo;
- Quinta dos Lontras;
- Parque das Árvores;
- Novo Horizonte;
- Triângulo;
- São Pedro 1 e 2;
- Chácara da Banheira;
- São João;
- Morada do Sol;
- Nova Era;
- Vila Bella;
- Flamenguinho;
- Planalto.
- Mão de Luva
- Cruzeiro
- Felipe João
- Adão Salgado
- Vilage Barão de Cantagalo
- Batalha
- Aldeia
- São Vicente de Paulo

## População
Segundo o Censo 2022 do IBGE, a população de Cantagalo é de 19 390 habitantes, ocupando a posição 67º no estado do Rio de Janeiro e 1751º no Brasil. Em comparação com o Censo 2010, houve uma queda de -2,22%. Mais dados da população abaixo:
- População (Censo 2022): 19 390.
- População (Censo 2010): 19 830.[13]
- População (Censo 2000): 19 835.[14]
- População (Censo 1991): 19 672.[15]

Conforme se ver, entre os censos de 1991, 2010 e 2022, a população do município teve uma queda gradativa.

### População urbana, rural e por sexo
- População urbana (2010): 14 022.
- População rural (2010): 5 808.
- População masculina (2010): 9 831.
- População feminina (2010): 9 999.[13]

## Infraestrutura

### Educação
Cantagalo tem 20 escolas, sendo 14 de ensino fundamental e 6 de ensino médio. A taxa de escolarização estava em 95,4% (de 6 a 14 anos) em 2010, segundo o IBGE. Em 2021, o município contava com 308 docentes, 37 no ensino infantil, 184 no ensino fundamental e 87 no ensino médio.

### Transportes
Em Cantagalo, o transporte público municipal é administrado pela Sagres Transportes e Turismo Ltda, que oferece linhas gratuitas que conectam o Centro do município às demais regiões como São José.
No transporte rodoviário, a principal empresa de ônibus que opera a rota para o Rio de Janeiro é a Auto Viação 1001, somada às linhas operadas por vans intermunicipais, regularizadas pelo DETRO.
Possui um terminal rodoviário de onde saem linhas municipais e intermunicipais rodoviárias e urbanas, administrado pela CODERTE  e inaugurado em 1982.
No passado, contou com duas estações ferroviárias e duas paradas, inauguradas entre 1876 e 1878 e pertencentes à Linha do Cantagalo e ao Ramal de Portela da Estrada de Ferro Leopoldina. Os trens de passageiros circularam pela última vez no município em 1964, seguida da desativação da linha ferroviária. Pouco tempo depois, os trilhos foram retirados da cidade. A antiga estação de Cantagalo abrigou o primeiro terminal rodoviário da cidade por muitos anos, até sua demolição com a inauguração da atual rodoviária.

## Turismo histórico
O centro do município de Cantagalo é rico em construções históricas do ciclo do café no Vale do Paraíba. Exemplos são:
- a Igreja Matriz do Santíssimo Sacramento, com painéis do artista plástico italiano Antonio Maria Nardi; Elevada a Santuário Diocesano do Santíssimo Sacramento em 04 de Junho de 2015;
- o prédio da Câmara Municipal (onde antes era um famoso hotel),
- a antiga Rua Direita e alguns dos seus casarões remanescentes,
- o Templo Maçônico, reconhecido Palácio Maçônico denominado Confraternidade Beneficente situado na Avenida Barão de Cantagalo, nº115,
- a Casa de Caridade (Hospital Filantrópico),
- o Jardim no centro da cidade, a praça XV de Novembro (hoje denominada João XXIII) e
- o Fórum .

- O Palacete do Gavião, distante cerca de 2 km do centro, é um imponente prédio onde se hospedou o imperador brasileiro dom Pedro II quando em visita à região (atualmente fechado a visitação, propriedade particular). Pertencia ao fazendeiro Clemente Pinto (Barão de Nova Friburgo), dono de várias outras fazendas de café na região. O projeto arquitetônico do Palacete do Gavião foi realizado pelo mesmo arquiteto que projetou o Palácio do Catete (hoje, Museu da República), no bairro do Catete,[23] no Rio de Janeiro.

- Casa de Euclides da Cunha, museu dedicado ao autor de OS SERTÕES, escritor nascido no município.
- Antiga Estação Ferroviária de Euclidelândia, desativada em 1962 e reformada em 2020.[24]
- Balneários no Distrito de Boa Sorte, Rio Paraíba do Sul e suas prainhas.
- A Fazenda São Clemente, localizada em Boa Sorte, 5º distrito do município de Cantagalo.

## Imagens

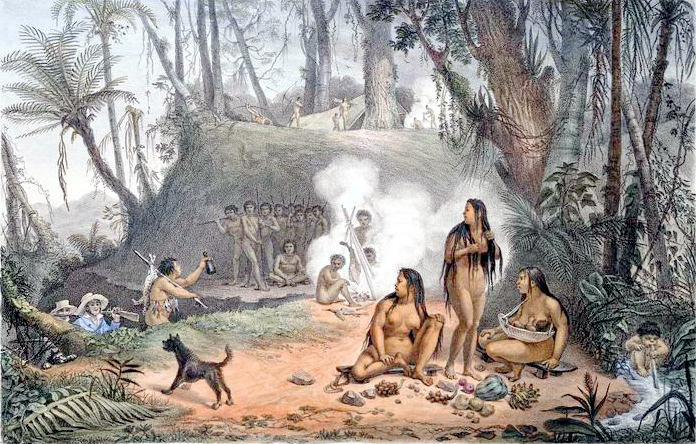
Pintura de Jean-Baptiste Debret do século XIX intitulada "Aldeia de caboclos em Cantagalo"
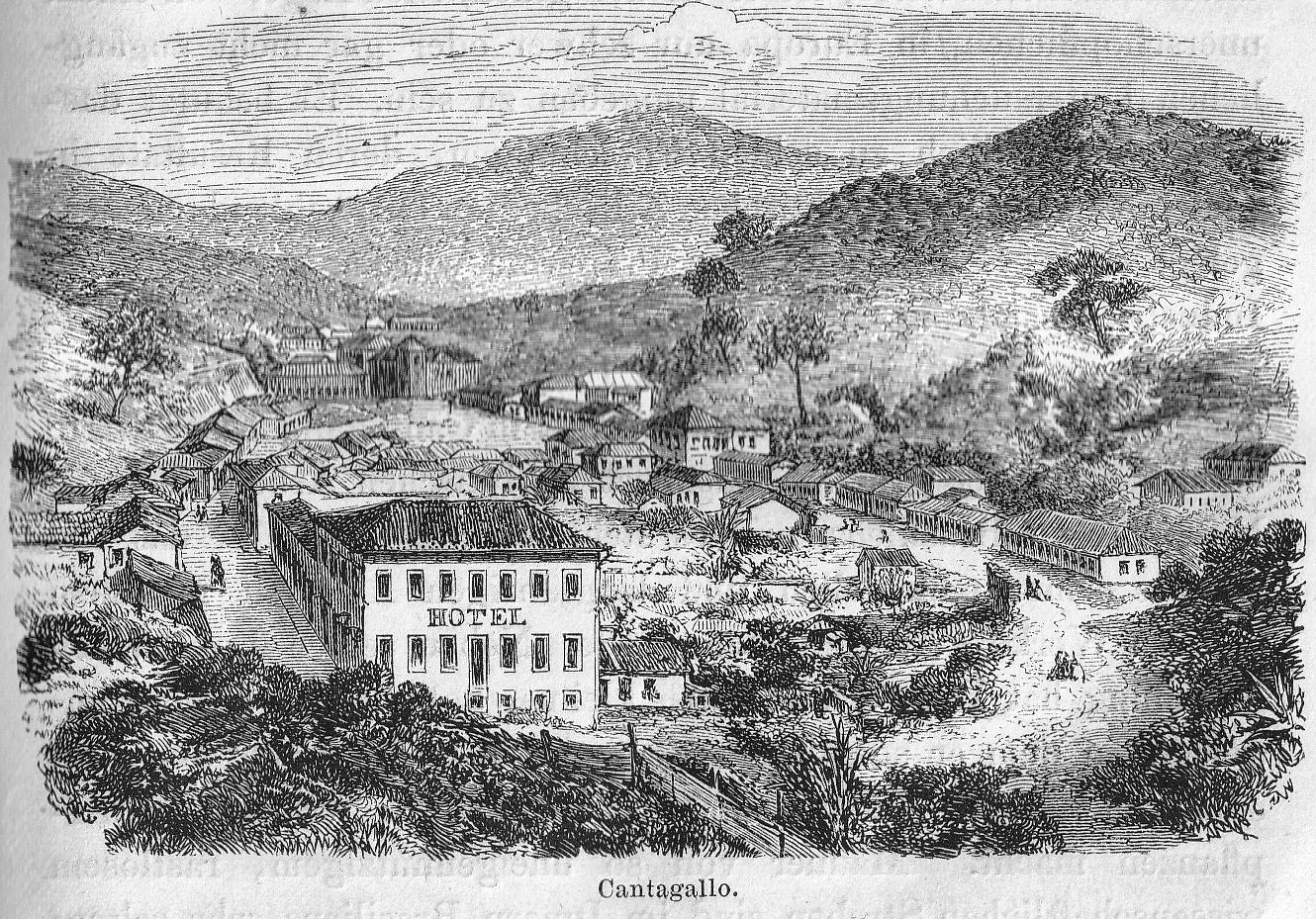
Vista da pequena cidade de Cantagalo em meados do século XIX
Cantagalo, 1971. Arquivo Nacional.
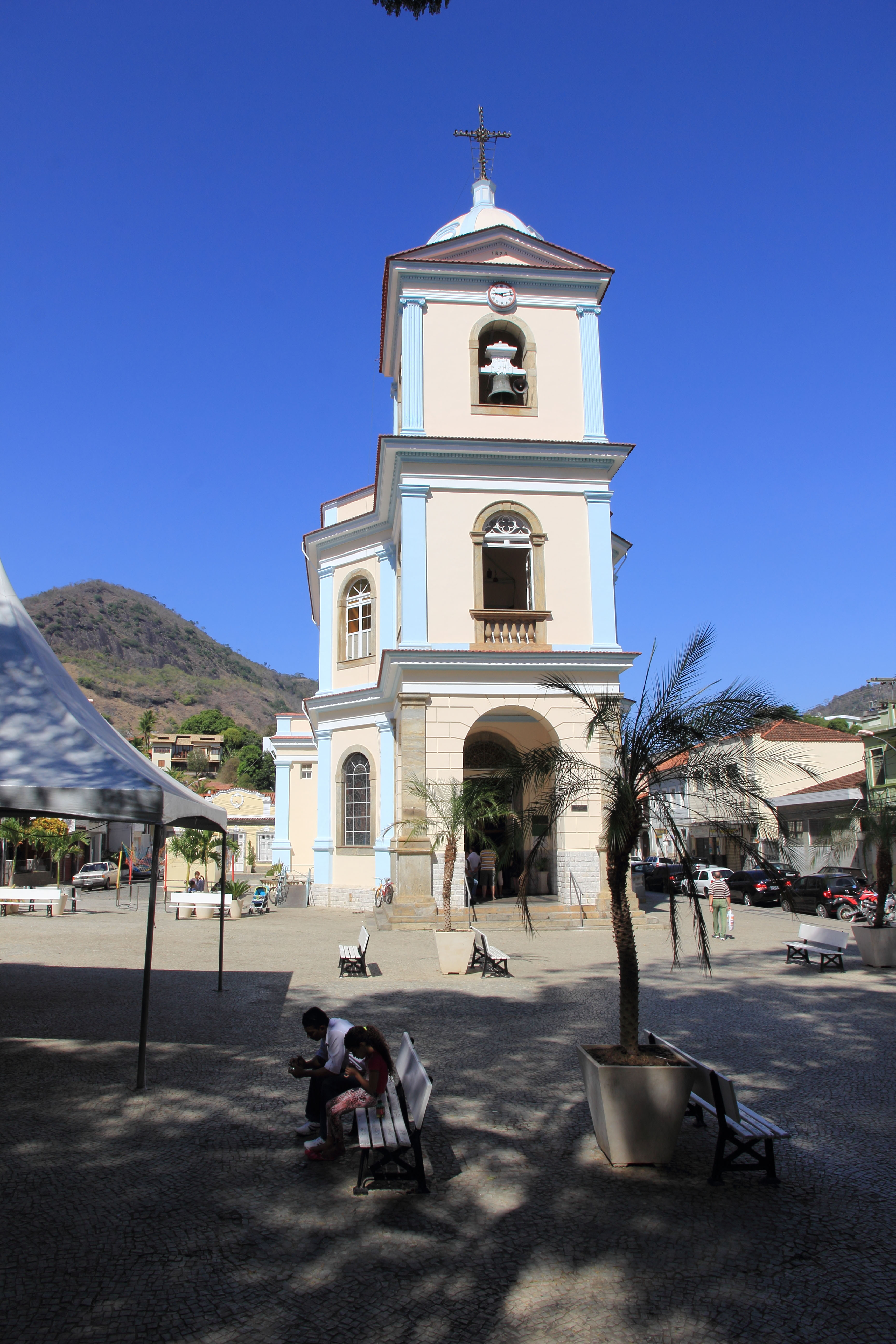
Fachada da Igreja Matriz do Santíssimo Sacramento.
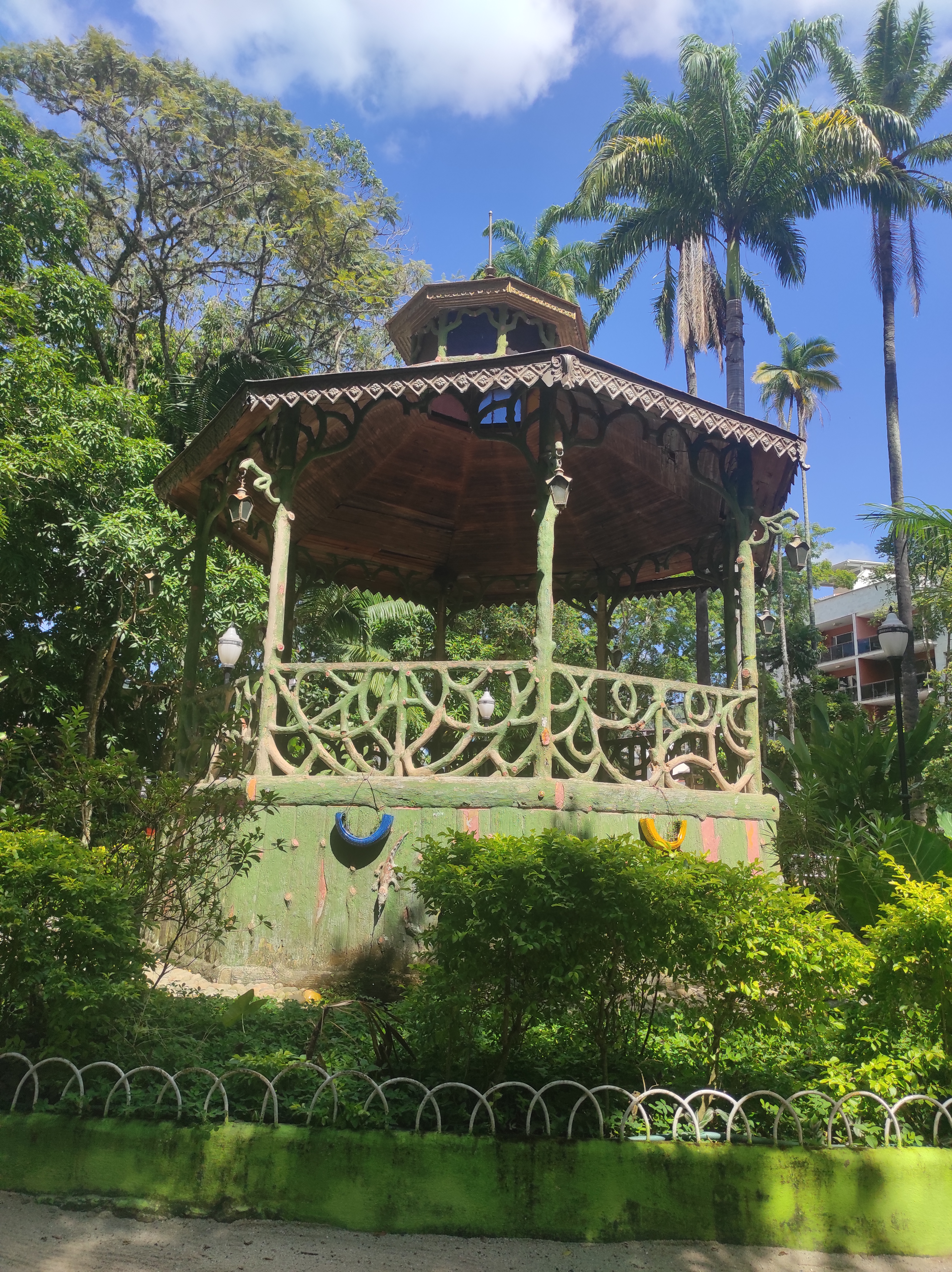
Coreto da Praça João XXVIII, no Centro de Cantagalo (2023)